# Modèle cyclique
Dans les années 1930, des physiciens notables comme Albert Einstein et Richard Tolman, ont envisagé la possibilité d'un modèle cyclique de l'univers comme une alternative éternelle au modèle d'un univers en expansion. Toutefois, les travaux de Tolman en 1934 ont montré que ces idées semblaient échouer à cause du deuxième principe de la thermodynamique : celui-ci établit que l'entropie ne peut qu'augmenter dans un système fermé.
Le concept d'univers cyclique moderne fut introduit par John Wheeler.

## Principe de base
Selon le physicien John Wheeler, notre univers serait la descendance de dizaines d'univers avant lui, qui se succéderaient de façon cyclique. Chaque univers se compresserait en Big Crunch, et après cette contraction, un nouvel univers plus vaste et plus puissant renaîtrait des cendres de l'ancien. Selon le modèle cyclique, l'histoire de l'univers serait une cascade d'univers de plus en plus gros et vieux. Ces univers se succèdent mais ne se ressemblent pas forcément, car ils sont déconnectés. Du point de vue physique, les lois qui les gouvernent sont sans doute différentes.

## Cycle Big Bang / Big Crunch
Selon ce modèle, il faudrait des millions d'années avant que le décalage vers le rouge (redshift), qui indique que les galaxies s'éloignent, se transforme en décalage vers le bleu (blueshift), qui indiquerait que les galaxies se rapprochent.

## Univers ekpyrotique
C'est cette théorie qui donna naissance au modèle de l'Univers ekpyrotique, le modèle Steinhardt–Turok (2004),
et le modèle  Baum–Frampton (2007).